# Juan de Tous de Monsalve
Juan de Tous de Monsalve, también conocido como Juan de Monsalve (Sevilla, ca. 1440 - ib., 1499) fue un noble castellano de la Corte de Juan II y Enrique IV de Castilla, veinticuatro (cargo municipal) de la ciudad de Sevilla. 

## Biografía
Hijo del noble Pedro de Tous "el mozo", alcaide de los Reales Alcázares de Sevilla y de María de Monsalve, noble sevillana de la casa de Monsalve. Si bien, algunas crónicas recogen como en la época muchos en la corte pensaban que Juan de Monsalve era hijo bastardo del rey Juan II de Castilla: "fue por todos tenido por hijo de Don Juan II, lo qual dio origen a las palabras de aquella prudente reina (Isabel de Castilla): Juan de Monsalve, poneos la corona en los pies que no queréis poneros en la cabeza", "algunos lo tuvieron por su hijo (de Juan II), opinión a que dio fundamento la belleza de su madre muy agradable a dicho soberano...". No obstante, Arana de Valflora y Ortíz de Zúñiga contaron la negación de Juan de Monsalve ante la reina Isabel de tales hechos. 
Entró en la Corte de Juan II de Castilla bastante joven, gozando de ciertos favoritismos del rey, el cual en 1454 le regaló la famosa "Huerta del Rey (La Buhaira)" en Sevilla, propiedad de la Corona. Éste a su vez la vendería en 1493 a Dna. Catalina de Ribera. Enrique IV de Castilla, su posible hermanastro, nombró a Juan de Monsalve su maestresala, cargo que siguió manteniendo con la reina Isabel. 
Se conoce su participación en la guerra de Granada, donde fue hecho cautivo por los granadinos tras la batalla de la Axarquía (1486) y posteriormente liberado. Más tarde participa en el cerco a la ciudad de Granada en 1491-1492. De esta última época se conoce que al menos en 1490 era caballero veinticuatro de la ciudad de Sevilla y que entre sus posesiones se encontraba el heredamiento de Almachar en Dos Hermanas. En 1499 Juan de Monsalve funda una capellanía en la capilla y altar de la Virgen de la Hiniesta, hoy Iglesia de San Julián de Sevilla.

## Matrimonio y descendencia
Casó con Dna. Juana de Hinestrosa y tuvieron cinco hijos: Pedro, Rodrigo, Juan, María y un quinto hijo clérigo llamado Fray Pedro.